# Kościół Trójcy Przenajświętszej i Wniebowzięcia Najświętszej Marii Panny w Mińsku

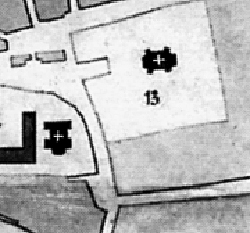
Fara w Mińsku na planie z 1793 r.

Kościół Trójcy Przenajświętszej i Wniebowzięcia Najświętszej Marii Panny lub  Kościół farny (biał. Касцёл Найсвяцейшай Тройцы і Унебаўзяцця Найсвяцейшай Дзевы Марыі, Фарны касцёл) – nieistniejący obecnie pierwszy rzymskokatolicki kościół w Mińsku, założony w 1390 roku. Znajdował się na Górze Troickiej, która według jednej z wersji otrzymała swoją nazwę od wezwania świątyni. Wielokrotnie niszczony i odbudowywany. Ostatni ze zbudowanych drewnianych budynków kościelnych spłonął na początku XIX wieku, zaś murowaną plebanię rozebrano po II wojnie światowej.

## Historia
Według podań, kościół założony został w 1390 roku przez króla polskiego i wielkiego księcia litewskiego Władysława Jagiełłę. Około 1460 roku kościołowi przekazany był we władanie folwark Czuryłowicze, leżący na południe od miasta. Pierwsza mińska świątynia katolicka spłonęła razem z miastem w 1505 roku, kiedy to najazd tatarski doprowadził do doszczętnego spalenia Mińska.
W 1508 roku zbudowano nowy kościół pod wezwaniem Trójcy Przenajświętszej. Świątynia znajdowała się na wzgórku, na lewym brzegu Świsłoczy. Według wizytacji i inwentaryzacji w latach 1632 i 1636 kościół był drewniany na murowanym fundamencie, na planie krzyża. Wnętrze upiększały drewniane ołtarze, na chórach znajdowały się organy. Obok znajdował się dość duży budynek plebanii, w którym mieścił się szpital, szkoła i bractwo kościelne.

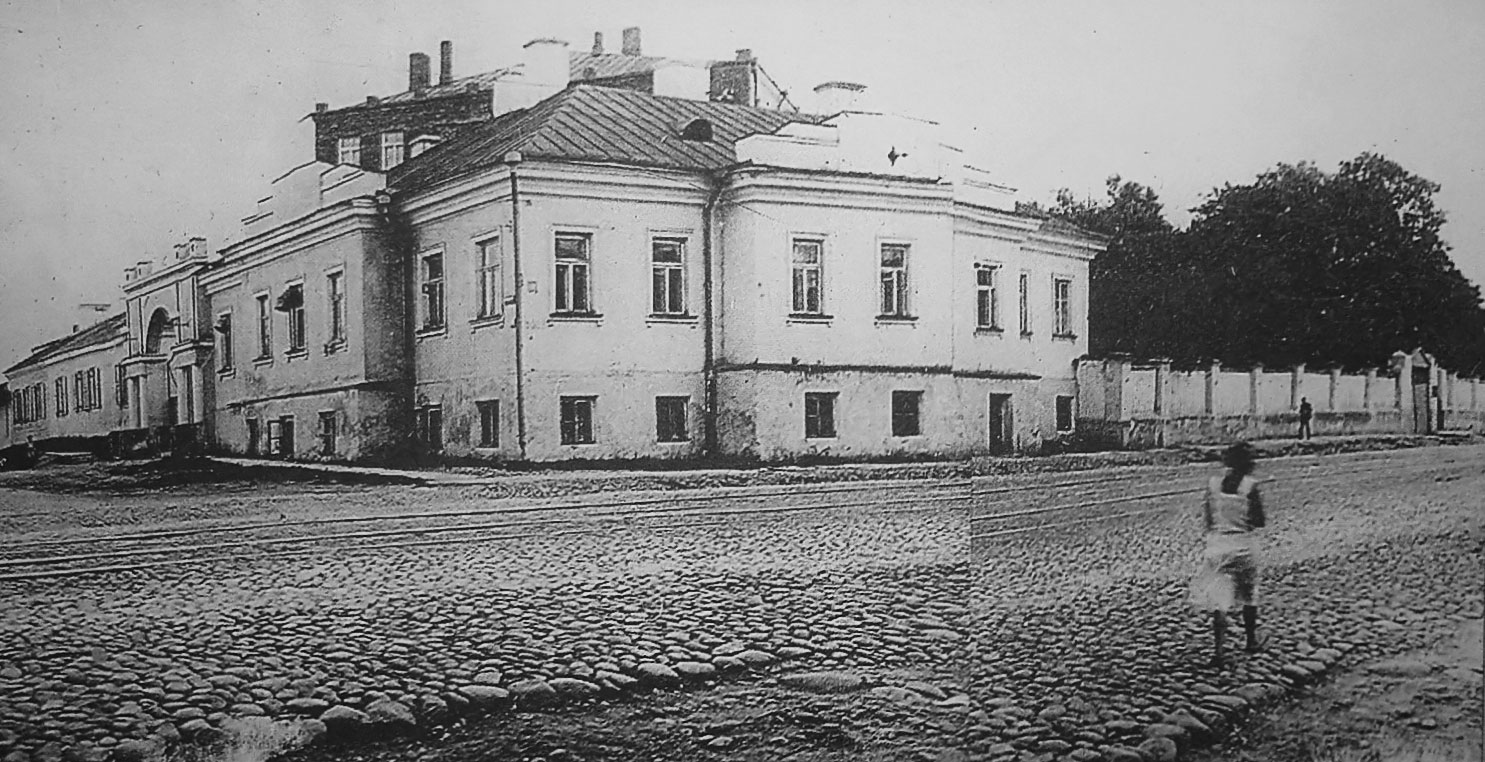
Plebania

Oprócz wezwania Trójcy Przenajświętszej, mińska fara w dokumentach archiwalnych wspominana jest także pod wezwaniem Wniebowzięcia Najświętszej Marii Panny, a w 1632 roku – pod wezwaniem Wniebowzięcia Najświętszej Marii Panny i Michała Archanioła.
W 1709 roku przy kościele Trójcy Przenajświętszej biskup Konstanty Kazimierz Brzostowski zatwierdził bractwo Szczęśliwej Śmierci. W roku 1716 lub 1720 zbudowany został ostatni drewniany kościół farny.
14 sierpnia 1809 roku silny pożar zniszczył budynek starej fary, jednak zachowały się plebania i zabudowania gospodarcze. W 1814 roku opracowano projekt nowej, murowanej świątyni, orientowanej główną fasadą na ul. Troicką (obecnie Janki Kupały). Pieniędzy wystarczyło jednak tylko na budowę plebanii na rogu z ul. Wielką Borysowską (obecnie Maksima Bahdanowicza).
Od 1832 do 1840 roku wezwanie św. Trójcy nosił kościół należący do zamkniętego klasztoru dominikańskiego, stając się wówczas kościołem parafialnym. Po tym, jak władze rosyjskie zamknęły i tę świątynię, nabożeństwa przeniesiono do kaplicy cmentarnej na Złotej Górce, która w 1842 roku została podniesiona do rangi parafialnego kościoła Trójcy Przenajświętszej. W 1864 roku na miejscu drewnianej kaplicy zbudowano murowany, neogotycki kościół, który otrzymał to samo wezwanie.

## Architektura
Świątynia zbudowana na początku XVIII wieku stała na murowanym fundamencie i miała kształt „krzyża kawalerskiego” z dużą kopułą na środku, wokół której znajdowały się cztery niewielkie kaplice. Elementem głównej fasady były dwie niewielkie wieże ze złoconymi żelaznymi krzyżami, ozdobionymi metalicznymi kulami. W ołtarzu głównym znajdował się obraz św. Trójcy, po obu stronach którego stały złocone rzeźby świętych Piotra i Pawła. We wnętrzu znajdowały się jeszcze cztery inne drewniane ołtarze, z których dwa stały w kaplicach. Na chórach znajdowały się organy wykonane w 1745 roku. Obok kościoła stała dzwonnica z trzema dzwonami. W odległości 50 kroków od świątyni znajdował się zespół zabudowań gospodarczych – plebania, szkoła parafialna, przytułek i inne. Teren placu plebańskiego, razem z sadem i cmentarzem parafialnym ogrodzony był drewnianym płotem z bramą.